# Ernest Goetsbloets

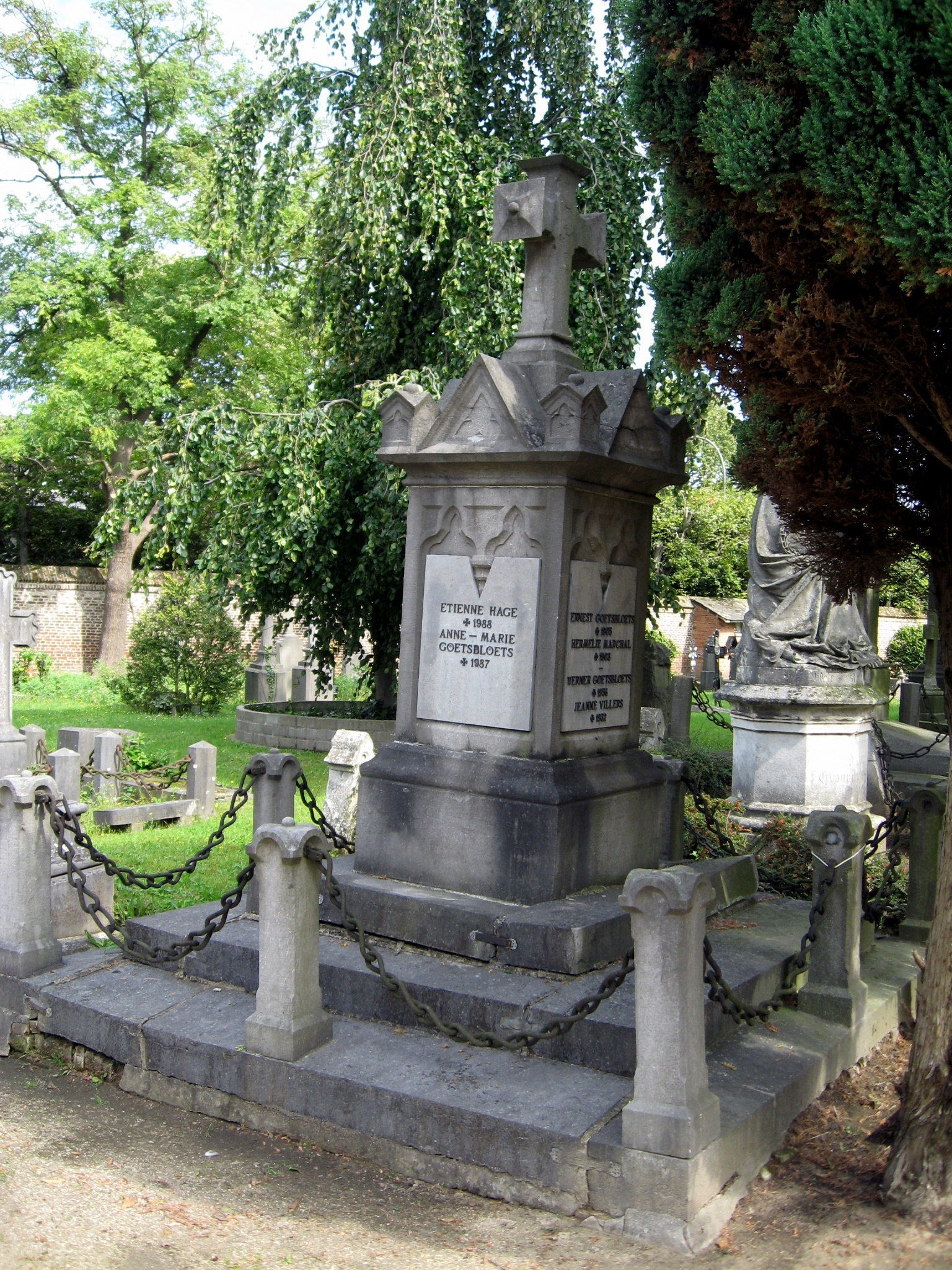
Grafmonument van Ernest Goetsbloets op het Oud Kerkhof van Hasselt.

Ernest Joseph Goetsbloets (Hasselt, 21 maart 1835 - aldaar, 23 mei 1905) was burgemeester van de Belgische stad Hasselt van 1884 tot 1895. Hij combineerde het burgemeesterschap met zijn ambt als notaris.

## De familie Goetsbloets
Ernest Goetsbloets was de zoon van notaris Simon-Antoon Goetsbloets, een telg uit het oude Hasseltse patriciërsgeslacht Goetsbloets dat reeds in 1454 werd vermeld in de Hasseltse archieven. Het notarisambt kwam in 1756 in handen van de familie toen Godfried Goetsbloets tot notaris werd benoemd. Tot op heden werd het notarisambt, waarvan het kantoor zich sinds 1831 in het patriciërshuis De Arent in de Kapelstraat bevindt, binnen de familie steeds van generatie op generatie doorgegeven. Anno 2025 is Réginald Hage Goetsbloets de negende opeenvolgende notaris binnen de familie Goetsbloets.

## Loopbaan
Goetsbloets studeerde rechten en notariaat en werd in 1863 aangesteld als vrederechter. Na de vroege dood van zijn oudere broer Isidoor-Michel in 1884 volgde Ernest hem op als notaris.
Bij de gemeenteraadsverkiezingen van 1878 stelde Goetsbloets zich kandidaat op de liberale lijst van Gaspar Arnold Bamps. Hij volgde daarmee de voetsporen van zijn grootoom Jacob-Gustaaf die van 1851 tot 1875 in de Hasseltse gemeenteraad zat. De liberale lijst won de verkiezingen en Goetsbloets werd verkozen tot gemeenteraadslid. Het was de tijd van de Schoolstrijd waarin de tegenstellingen tussen de katholieken en de liberalen sterk opliepen.
In 1884 volgde Goetsbloets Guillaume Stellingwerff, die benoemd was tot rechter, op als burgemeester van Hasselt. Tijdens zijn burgemeesterschap dat ruim tien jaar duurde, werd een aanvang gemaakt met de uitbouw van de industrie in de stad. In 1890 ontstond de porseleinfabriek Porcelaines de Limbourg die enige jaren later werd verdergezet als de keramiekfabriek Manufacture de Céramiques Décoratives de Hasselt. In 1894 werd de gelatinefabriek NV Gélatines Hasselt-Vilvorde opgericht.
De tegenstellingen tussen de katholieken en de liberalen bleven in de provinciehoofdstad ook na de schoolstrijd nog voortduren. Zo konden de liberalen bij de verkiezingen van 1884 en 1887 hun meerderheid behouden na enorm heftige en verhitte verkiezingscampagnes waarin de katholieke krant De Onafhankelijke en het liberale dagblad De Demer het voortouw namen. De krappe overwinningen van de liberalen in 1884 en 1887 werden telkens door de katholieken aangevochten. De verkiezingen van 1890 leverden wel een duidelijke overwinning op voor de liberalen.
Goetsbloets verloor in 1895 de gemeenteraadsverkiezingen van de katholiek Ferdinand Portmans die hem opvolgde als burgemeester. Hij bleef gemeenteraadslid tot aan zijn dood in 1905. Ondertussen had zijn zoon Werner hem in 1901 reeds opgevolgd als notaris. Goetsbloets werd begraven op het Oud Kerkhof van Hasselt. Een zijstraat van de Kuringersteenweg werd naar hem vernoemd.